# Lars Nieberg
Lars Nieberg (Wittingen, 24 juli 1963) is een Duits ruiter, die gespecialiseerd is in springen. Nieberg won zowel tijdens de Olympische Zomerspelen 1996 als in 2000 de gouden medaille in de landenwedstrijd, in Sydney behaalde hij zijn beste prestatie individueel met een vierde plaats. Nieberg werd tijdens de Wereldruiterspelen 1998 kampioen met het Duitse team in de landenwedstrijd.

## Resultaten
- Olympische Zomerspelen 1996 in Atlanta 20e individueel springen met For Pleasure
- Olympische Zomerspelen 1996 in Atlanta  landenwedstrijd springen met For Pleasure
- Wereldruiterspelen 1998 in Rome 17e individueel met Esprit FRH
- Wereldruiterspelen 1998 in Rome  landenwedstrijd springen met Esprit FRH
- Olympische Zomerspelen 2000 in Sydney 4e individueel springen met Esprit FRH
- Olympische Zomerspelen 2000 in Sydney  landenwedstrijd springen met Esprit FRH
- Wereldruiterspelen 2002 in Jerez de la Frontera 17e individueel met Esprit FRH
- Wereldruiterspelen 2002 in Jerez de la Frontera 4e landenwedstrijd springen met Esprit FRH

1912: Lewenhaupt, Kilman, von Rosen ·
1920: König, von Rosen, Norling ·
1924: Thelning, Ståhle, Lundström ·
1928: Navarro, Álvarez, García ·
1936: Hasse, von Barnekow, Brandt ·
1948: Mariles, Uriza, Valdés ·
1952: White, Stewart, Llewellyn ·
1956: Winkler, Thiedemann, Lütke-Westhues ·
1960: Winkler, Thiedemann, Schockemöhle ·
1964: Schridde, Jarasinski, Winkler ·
1968: Day, Gayford, Elder ·
1972: Ligges, Wiltfang, Steenken, Winkler ·
1976: Parot, Rozier, Roguet, Roche ·
1980: Tsjoekanov, Poganovsky, Asmaje, Korolkov ·
1984: Fargis, Homfeld, Burr Howard, Smith ·
1988: Beerbaum, Brinkmann, Hafemeister, Sloothaak ·
1992: Raijmakers, Romp, Tops, Lansink ·
1996: Sloothaak, Nieberg, Kirchhoff, Beerbaum ·
2000: Beerbaum, Nieberg, Ehning, Becker ·
2004: Wylde, Ward, Madden, Kappler ·
2008: Ward, Kraut, Simpson, Madden ·
2012: Skelton, Maher, Brash, Charles ·
2016: Rozier, Staut, Bost, Leprévost ·
2020: von Eckermann, Baryard-Johnsson, Fredricson ·
2024: Maher, Charles, Brash